# Veronica macrantha
Veronica macrantha är en grobladsväxtart som beskrevs av Joseph Dalton Hooker. Veronica macrantha ingår i släktet veronikor, och familjen grobladsväxter. Utöver nominatformen finns också underarten V. m. brachyphylla.